# Tommy Smith (calciatore 1992)
Tommy Smith, all'anagrafe Thomas George Smith (Warrington, 14 aprile 1992), è un ex calciatore inglese, di ruolo difensore.

## Caratteristiche tecniche
È un terzino destro, adattabile all'occorrenza a centrale difensivo.

## Carriera
Muove i suoi primi passi nel settore giovanile del Tranmere, per poi approdare al Manchester City. Nel 2012 viene prelevato dall'Huddersfield Town. Esordisce con la prima squadra il 24 settembre 2013 contro l'Hull City. Il 4 aprile 2014 si accorda con la società per il rinnovo del contratto fino al 2016.
Il 31 gennaio 2015 viene trasportato in eliambulanza al Leeds General Infirmary. Il giocatore aveva riportato un grave trauma cranico in seguito allo scontro il compagno di gioco Joe Murphy.
Il 29 aprile 2015 rinnova il proprio contratto fino al 2018, con opzione per la stagione seguente. Mette a segno la sua prima rete tra i professionisti il 19 gennaio 2016 contro il Reading, partita valida per il terzo turno di FA Cup.

## Statistiche

### Presenze e reti nei club
Statistiche aggiornate al 21 ottobre 2023.
| Stagione                 | Squadra                  | Campionato               | Campionato | Campionato | Coppe nazionali | Coppe nazionali | Coppe nazionali | Coppe continentali | Coppe continentali | Coppe continentali | Altre coppe | Altre coppe | Altre coppe | Totale | Totale |
| Stagione                 | Squadra                  | Comp                     | Pres       | Reti       | Comp            | Pres            | Reti            | Comp               | Pres               | Reti               | Comp        | Pres        | Reti        | Pres   | Reti   |
| ------------------------ | ------------------------ | ------------------------ | ---------- | ---------- | --------------- | --------------- | --------------- | ------------------ | ------------------ | ------------------ | ----------- | ----------- | ----------- | ------ | ------ |
| 2013-2014                | Huddersfield Town        | FLC                      | 24         | 0          | FACup+CdL       | 2+1             | 0               | -                  | -                  | -                  | -           | -           | -           | 27     | 0      |
| 2014-2015                | Huddersfield Town        | FLC                      | 41         | 0          | FACup+CdL       | 1+2             | 0               | -                  | -                  | -                  | -           | -           | -           | 44     | 0      |
| 2015-2016                | Huddersfield Town        | FLC                      | 36         | 0          | FACup+CdL       | 2+1             | 1+0             | -                  | -                  | -                  | -           | -           | -           | 39     | 1      |
| 2016-2017                | Huddersfield Town        | FLC                      | 42+3       | 4          | FACup+CdL       | 2+0             | 0               | -                  | -                  | -                  | -           | -           | -           | 47     | 4      |
| 2017-2018                | Huddersfield Town        | PL                       | 24         | 0          | FACup+CdL       | 3+0             | 0               | -                  | -                  | -                  | -           | -           | -           | 27     | 0      |
| 2018-2019                | Huddersfield Town        | PL                       | 15         | 0          | FACup+CdL       | 0+1             | 0               | -                  | -                  | -                  | -           | -           | -           | 16     | 0      |
| Totale Huddersfield Town | Totale Huddersfield Town | Totale Huddersfield Town | 182+3      | 4          |                 | 15              | 1               |                    | -                  | -                  |             | -           | -           | 200    | 5      |
| 2019-2020                | Stoke City               | FLC                      | 30         | 0          | FACup+CdL       | 0+2             | 0               | -                  | -                  | -                  | -           | -           | -           | 32     | 0      |
| 2020-2021                | Stoke City               | FLC                      | 35         | 2          | FACup+CdL       | 1+5             | 0               | -                  | -                  | -                  | -           | -           | -           | 41     | 2      |
| 2021-2022                | Stoke City               | FLC                      | 32         | 1          | FACup+CdL       | 1+0             | 0               | -                  | -                  | -                  | -           | -           | -           | 33     | 1      |
| Totale Stoke City        | Totale Stoke City        | Totale Stoke City        | 97         | 3          |                 | 9               | 0               |                    | -                  | -                  |             | -           | -           | 106    | 3      |
| 2022-2023                | Middlesbrough            | FLC                      | 36+2       | 0          | FACup+CdL       | 1+1             | 0               | -                  | -                  | -                  | -           | -           | -           | 40     | 0      |
| 2023-2024                | Middlesbrough            | FLC                      | 6          | 0          | FACup+CdL       | 0+1             | 0               | -                  | -                  | -                  | -           | -           | -           | 7      | 0      |
| Totale Middlesbrough     | Totale Middlesbrough     | Totale Middlesbrough     | 42+2       | 0          |                 | 3               | 0               |                    | -                  | -                  |             | -           | -           | 47     | 0      |
| Totale carriera          | Totale carriera          | Totale carriera          | 326        | 7          |                 | 27              | 1               |                    | -                  | -                  |             | -           | -           | 353    | 8      |